# Mercedes-Benz GLS
Unter der Bezeichnung Mercedes-Benz GLS werden seit 2015 die Full-Size-SUV-Modelle von Mercedes-Benz vermarktet. Dies sind die Modelle der Baureihe X 166 (2015–2019), die zuvor als GL vermarktet wurden, sowie der Baureihe X 167 (seit 2019).
Die Namensgebung soll die Positionierung in einem der S-Klasse entsprechenden Fahrzeugsegment andeuten. Ein batterieelektrisch angetriebenes Derivat wurde im April 2022 als EQS SUV vorgestellt.

## Modelle des GLS

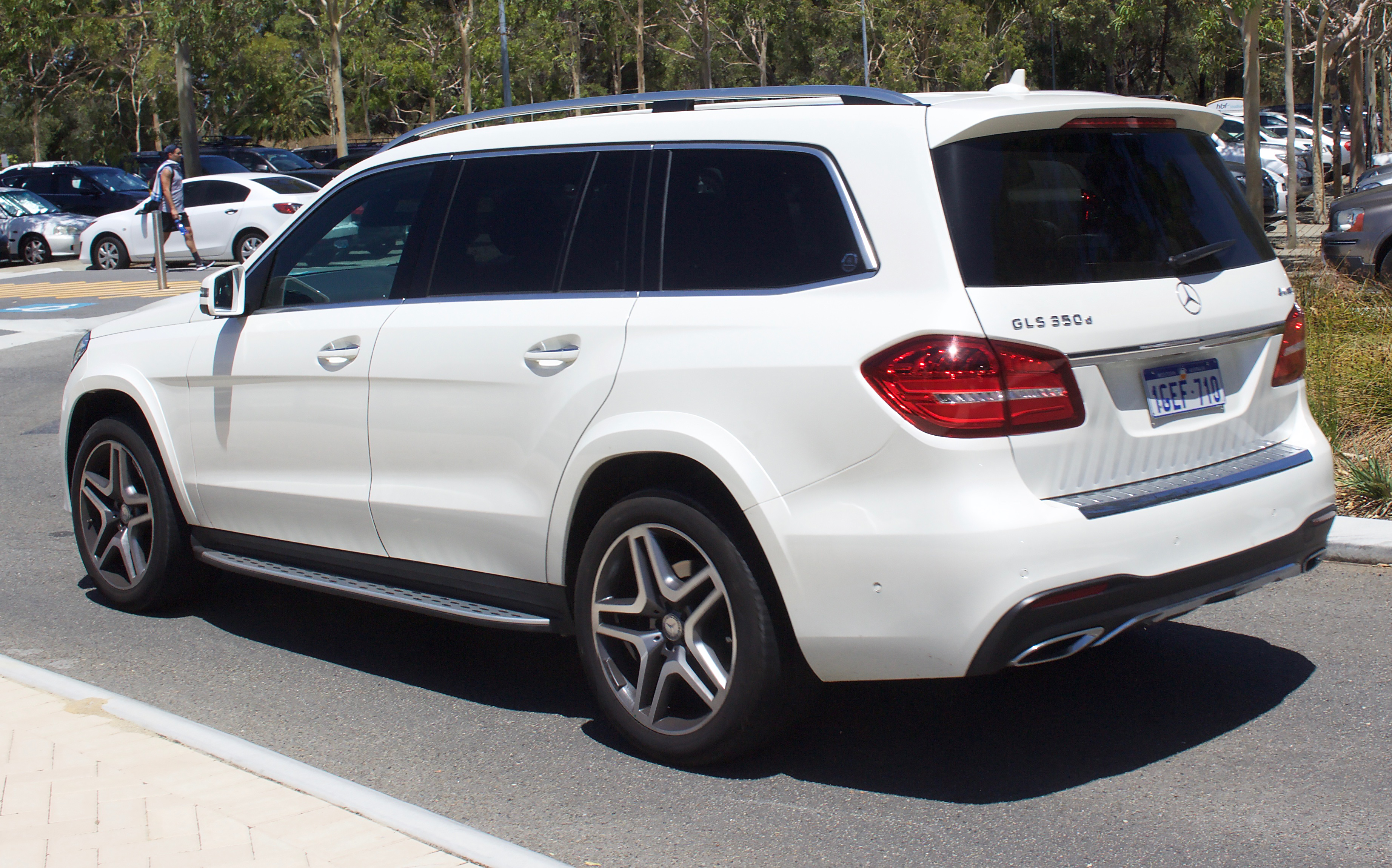
Mercedes-Benz GLS 350 d (Baureihe X 166)
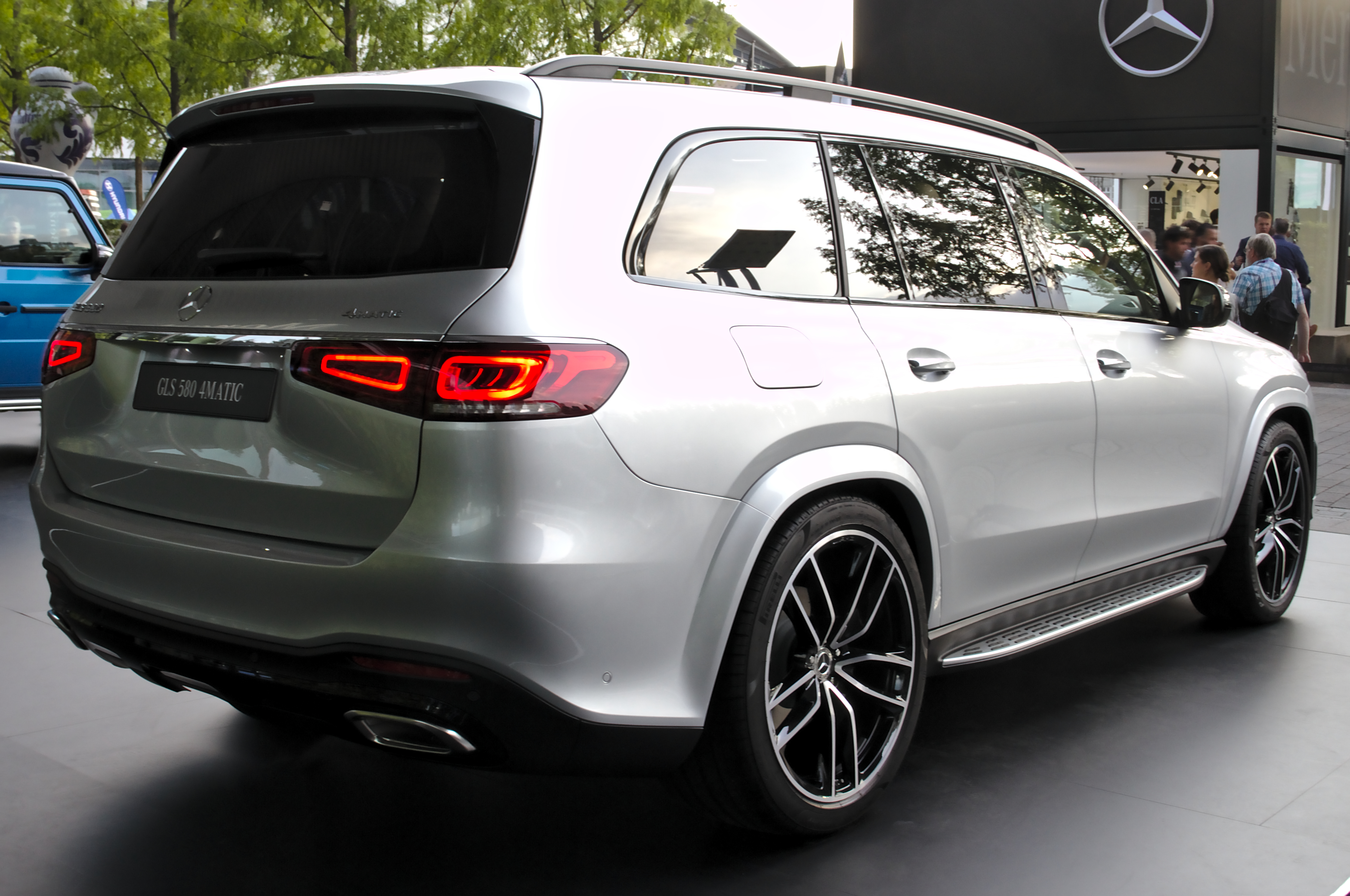
Mercedes-Benz GLS 580 (Baureihe X 167)

## Kritik
Die Deutsche Umwelthilfe verlieh dem GLS die Auszeichnung Goldenen Geier 2020.
In der Begründung wurde darauf hingewiesen, dass die zu diesem Zeitpunkt neuste AMG-Version „bereits leer 2,6 Tonnen schwer“ ist und „im realen Fahrbetrieb 19,3 Liter/100 km“ verbraucht.